# Беррі (округ, Мічиган)
Шаблон:StateAbbr_ 42°36′ пн. ш. 85°19′ зх. д. / 42.6° пн. ш. 85.31° зх. д.
Округ  Беррі (англ. Barry County) — округ (графство) у штаті Мічиган, США. Ідентифікатор округу 26015.

## Історія
Округ утворений 1829 року.

## Демографія
За даними перепису 
2000 року 
загальне населення округу становило 56755 осіб, зокрема міського населення було 10842, а сільського — 45913.
Серед мешканців округу чоловіків було 28334, а жінок — 28421. В окрузі було 21035 домогосподарств, 15994 родин, які мешкали в 23876 будинках.
Середній розмір родини становив 3,06.
Віковий розподіл населення поданий у таблиці:
| Стать    | До 15 років | 15-21 | 22-29 | 30-39 | 40-49 | 50-65 | 65-85 | Понад 85 |
| -------- | ----------- | ----- | ----- | ----- | ----- | ----- | ----- | -------- |
| Чоловіки | 6408        | 2818  | 2359  | 4232  | 4741  | 4792  | 2745  | 239      |
| Жінки    | 6285        | 2533  | 2414  | 4210  | 4497  | 4770  | 3223  | 489      |

## Суміжні округи
- Айонія — північний схід
- Ітон — схід
- Калгун — південний схід
- Каламазу — південний захід
- Аллеган — захід
- Кент — північний захід

## Виноски
1. ↑  US Decennial Census. US Census Bureau. Архів оригіналу за 26 квітня 2015. Процитовано 19 вересня 2014.
2. ↑  Historical Census Browser. University of Virginia Library. Архів оригіналу за 11 серпня 2012. Процитовано 19 вересня 2014.
3. ↑  Population of Counties by Decennial Census: 1900 to 1990. US Census Bureau. Архів оригіналу за 15 лютого 2015. Процитовано 19 вересня 2014.
4. ↑  Census 2000 PHC-T-4. Ranking Tables for Counties: 1990 and 2000 (PDF). US Census Bureau. Архів оригіналу (PDF) за 18 грудня 2014. Процитовано 19 вересня 2014.
5. ↑  State & County QuickFacts. US Census Bureau. Архів оригіналу за 6 липня 2011. Процитовано 26 серпня 2013. [Архівовано 2011-07-06 у Wayback Machine.](англ.) Наведено за англійською вікіпедією.
6. ↑  American FactFinder. Бюро перепису населення США. Архів оригіналу за 26 лютого 2012. Процитовано 31 січня 2008. [Архівовано 2008-05-21 у Wayback Machine.]

| США | Це незавершена стаття з географії США. Ви можете допомогти проєкту, виправивши або дописавши її. |